# Stazione di Solignano
La stazione di Solignano è la fermata ferroviaria a servizio del comune di Solignano, in provincia di Parma. Si trova lungo la ferrovia Pontremolese, che collega Parma alla Spezia.

## Storia
La stazione venne aperta al traffico il giorno 25 marzo 1889, con l'inaugurazione del tratto Fornovo di Taro-Berceto.
Con l'attivazione della variante di tracciato dall'impianto fino a Citerna Taro, avvenuta il 30 novembre 2014, la linea (già raddoppiata in variante fino a Berceto nel 1996) divenne completamente a doppio binario dal PP Osteriazza fino a Berceto; ciò causò il declassamento della stazione a semplice fermata dato che il secondo binario, prima atto agli incroci o alle precedenze, venne riutilizzato per il nuovo tracciato. Vennero pertanto rimossi i vari segnali di avviso, protezione e partenza con annessi indicatori alti di partenza, i deviatoi e tutti gli apparati a loro connessi; venne inoltre definitivamente dismesso anche il binario di accesso allo scalo merci, precedentemente collegato alla linea dal solo lato La Spezia.

## Strutture e impianti
L'impianto possiede un fabbricato viaggiatori e due binari, serviti da due banchine collegate tra loro tramite sottopassaggio ed entrambe dotate di pensilina. Annesso alla stazione vi è ciò che resta dell'ex scalo merci ossia un magazzino merci ed un piano caricatore. Lo scalo disponeva di un binario passante che ne garantiva l'accesso ed era collegato al secondo binario. Lo scalo risulta ad oggi dismesso, il magazzino è stato convertito a deposito, il piano caricatore è usato come deposito per i materiali mentre il binario è stato scollegato e definitivamente dismesso nel 2014. Annesso al fabbricato di stazione trova posto l'ufficio del capostazione che funge anche da Posto di Blocco, il numero 14 sulla linea.

## Incidenti
La notte del 4 giugno 2000, poco dopo le ore 3 del mattino, Solignano divenne teatro di uno dei più gravi incidenti ferroviari avvenuti sulla ferrovia Parma-La Spezia.
Alle 3.40 due treni merci, uno proveniente da Livorno ed uno proveniente da Parma, si scontrarono frontalmente poco lontano dalla stazione.
Nel deragliamento morirono cinque ferrovieri. I loro nomi sono oggi ricordati in una targa commemorativa apposta sul muro esterno del fabbricato viaggiatori, nei pressi del binario 1 e con un monumento presso la piazza della stazione di La Spezia Migliarina, loro dedicata. 

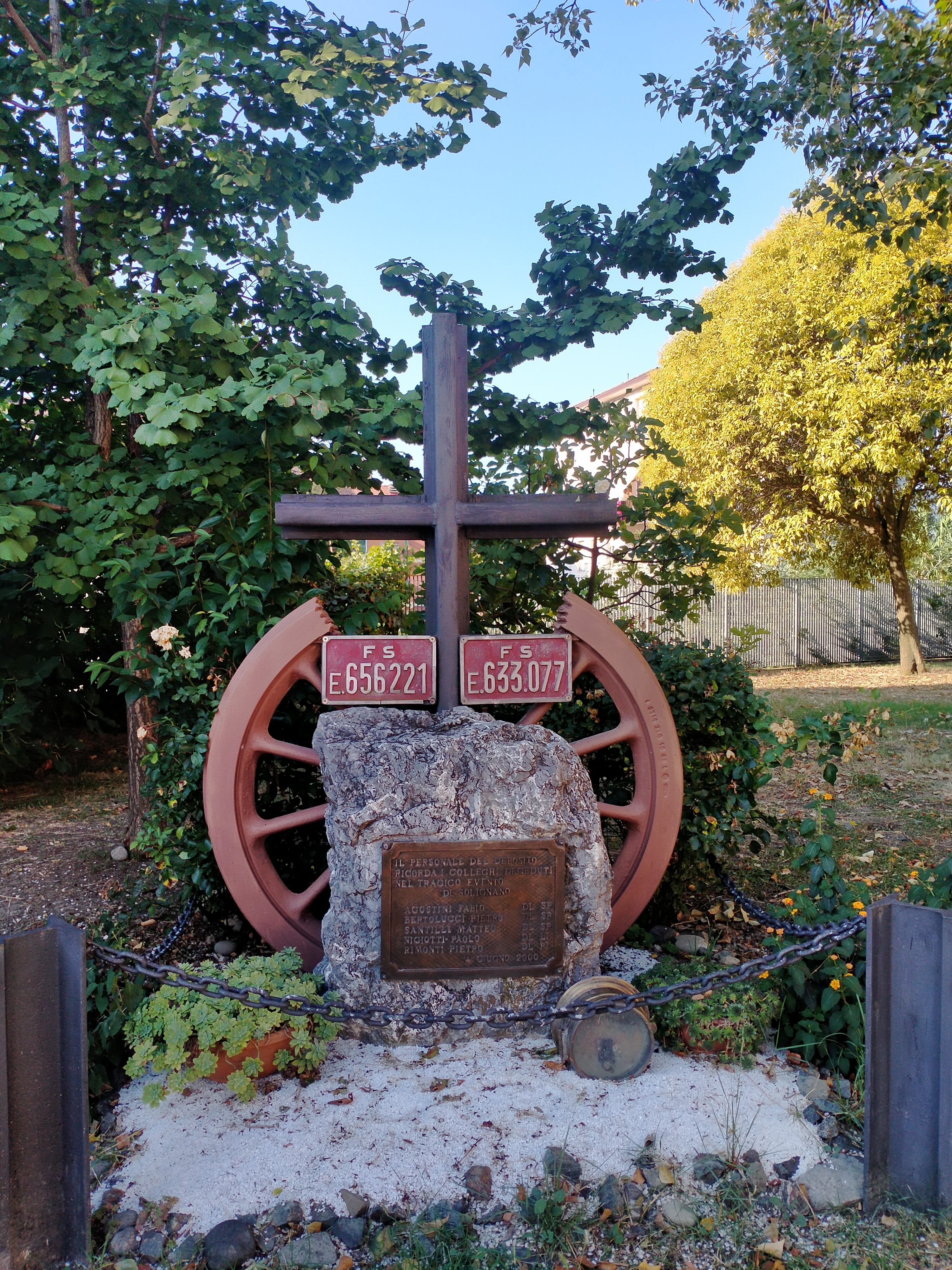
Monumento alle vittime dell'incidente di Solignano presso il piazzale della stazione di La Spezia Migliarina

## Movimento
L'impianto è servito unicamente da treni regionali.
A novembre 2019 la stazione risultava frequentata da un traffico giornaliero medio di circa 261 persone (120 saliti + 141 discesi).

## Servizi
La stazione, gestita da Rete Ferroviaria Italiana che la classifica nella categoria "Bronze", dispone di:
- Biglietteria automatica
- Sala d'attesa

## Interscambi
La stazione permette i seguenti interscambi:
- Fermata autobus